# Zǐ húdié
Zǐ húdié, noto anche col titolo internazionale di Purple Butterfly, è un film del 2003 diretto da Lou Ye. È stato presentato in concorso al 56º Festival di Cannes.

## Riconoscimenti
- 2003 - Festival di Cannes
  - In concorso per la Palma d'oro